# 阮景真
阮景真（越南语：／，1355年—1409年）是越南陈朝、胡朝和后陈朝的一位将领。
阮景真是乂安府青漳县人。他是陈朝权臣黎季犛的心腹。黎季犛将他提拔为化州安抚使，派往南方的化州（今清化），以安抚当地的占城人。
1400年，黎季犛改名胡季犛，篡夺陈朝皇位，建立胡朝。不久，传位给儿子胡汉苍。1402年，胡季犛在南方设置清、化、思、义四州，任命阮景真为清化路安抚使，与邓悉一起防备南方的占城。
1407年，明朝侵略胡朝，胡季犛、胡汉苍等人都被俘，胡朝灭亡。随后，明朝将安南吞并。在得知简定王陳頠起兵反明之后，阮景真与邓悉起兵响应，并投奔了简定帝。二人的投奔使得简定帝的实力大大增强，不久就恢复了乂安以南全部领土。
简定帝会师于清化，后在逋姑之战中大破明朝军队，斩杀其将吕毅。这使得简定帝非常得意，计划一举攻破东关城（今河内市）。然而这遭到了邓悉与阮景真的一致反对，认为明朝实力非常强大，在集中全部兵力之前不宜贸然进攻。简定帝大怒，将二人逮捕处决。邓悉之子邓容、阮景真之子阮景异愤而率部叛离，另立重光帝与简定帝对抗。